# Coelius Gergely
Gregorius Coelius Pannonius, magyaros névalakban Coelius Gergely, (15. század – 1552) pálos rendi szerzetes. Korábban tévesen Gyöngyösi Gergellyel (1472–1531), illetve Gregorius Bánffyval (†1545) azonosították.

## Élete
Életéről mindössze annyit tudni, hogy 1537-től haláláig, 1552-ig a római Coelius-dombon, a Santo Stefano Rotondo mellett lévő pálos kolostor perjele volt. 

## Művei
1. Collectanea in Sacram Apocalypsin D. Joannis apostoli et evangelistae dilecti a domino Jesu Christo. Velence 1547 (további kiadásai: Párizs 1571, Nagyszombat 1672 és 1682)[2]
2. Commentaria in Cantica Canticorum Salamonis. Viennae, 1681[2]
3. Annotationes in Regulam Divi Augustini episcopi, Hungarico sermone luculentissime donatam, in gratiam fratrum eremitarum ordinis sancti Pauli primi eremite. Venetiis 1537. Hasonmás kiadása:  Csíkszereda, 2001 (A Csíksomlyói Ferences Kolostor Kincsei, 2)[3]